# Heraklion
Heraklion, także Iraklion (gr. Ηράκλειο, Iraklio), d. Kandia – największe miasto i stolica administracyjna Krety oraz jednostki regionalnej Heraklion. Piąte co do wielkości miasto w Grecji, liczące 140 730 mieszkańców, według spisu z 2011 roku.
Heraklion był najszybciej rozwijającym się celem turystycznym w Europie w 2017 r. Według danych z Euromonitor wzrost liczby przyjazdów międzynarodowych wynosił 11,2%. Według rankingu Euromonitor International miasto to znalazło się na 19. miejscu najczęściej odwiedzanych regionów w Europie w roku 2018, z 3,4 mln odwiedzających.

## Historia
Pierwsze ślady osadnictwa neolitycznego w okolicach miasta datuje się na okres ok. VII tysiąclecia p.n.e.
Heraklion leży w pobliżu ruin pałacu w Knossos, możliwe więc, że około 2000 roku p.n.e. istniał tu port, choć śladów po nim nie odnaleziono. Upadek Knossos miał miejsce około 1400 roku p.n.e. Następnie Kreta przeszła pod kontrolę kontynentalnej kultury mykeńskiej, trwającej do jej upadku – około 1100 roku p.n.e.
Obecne miasto założyli w 824 roku Saraceni, kopiąc wokół niego ogromny rów obronny. Miasto zostało nazwane Chandak (arab. خندق, „fosa”). Saraceni udostępniali port piratom napadającym na statki bizantyjskie, jako schronienie i bazę wypadową, co było przyczyną wrogich stosunków z Cesarstwem Bizantyńskim.
W 961 roku Bizantyjczycy pod wodzą Nikiforosa Fokasa zdobyli miasto, a po splądrowaniu i wymordowaniu wszystkich Saracenów doszczętnie spalili. Liczne skarby zgromadzone przez piratów przewieźli zaś do Konstantynopola na 300 okrętach.Bizantyjczycy kontrolowali odbudowany Chandak przez kolejne 243 lata.

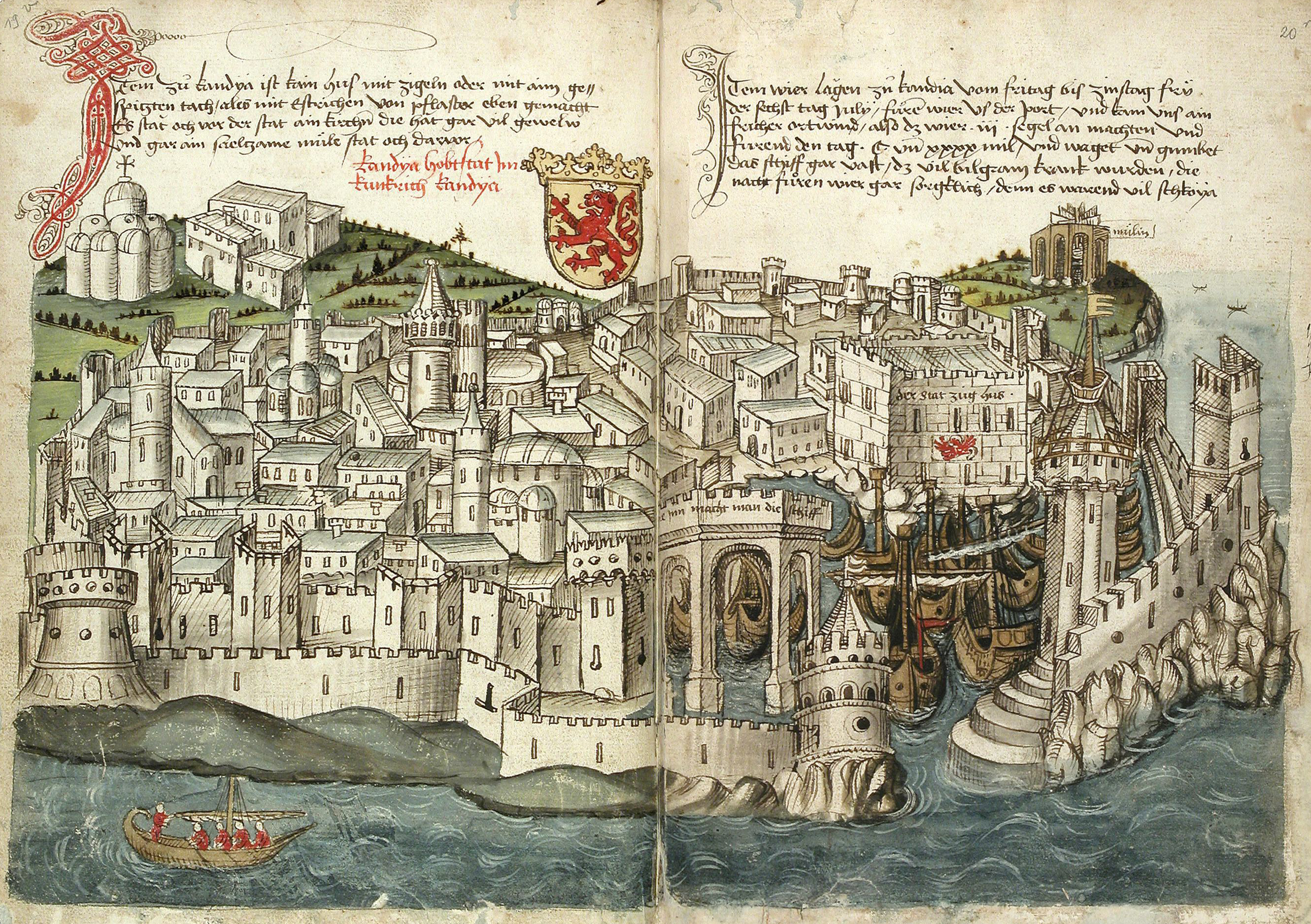
Widok miasta z końca XV wieku

W 1204 roku miasto zostało zakupione przez Wenecję za 1000 sztuk srebra. Było to elementem zabiegów politycznych, które miały doprowadzić w czasie IV krucjaty do intronizacji syna byłego cesarza Izaaka II, Aleksego Angelosa. Wenecjanie rozbudowali system obronny miasta, aby chronić się najpierw przed rebeliami niechętnej wobec nich miejscowej ludności oraz rajdami tureckimi. Powstały fortyfikacje, których większość nadal istnieje – m.in. forteca Kules w porcie oraz majestatyczny mur z 7 bastionami (grubość murów do 40 m). Nazwę Chandak zastąpiła jej włoska wersja, Candia. Miasto zachowało ją przez stulecia; była często stosowana także w odniesieniu do całej Krety. Pod rządami Wenecjan Candia rozkwitła i po upadku Konstantynopola stanowiła jedno z liczących się centrów kulturowych renesansu. Stąd pochodził m.in. El Greco.

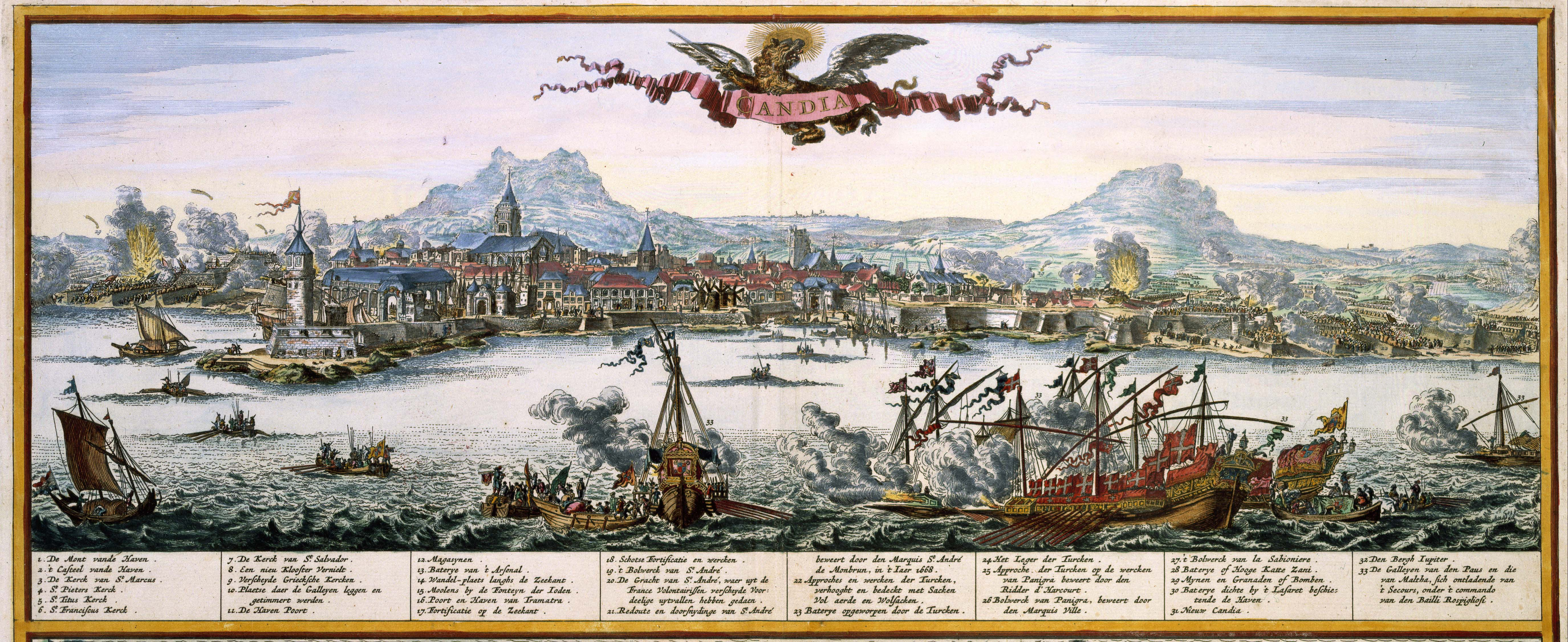
Oblężenie Kandii

Po Wenecjanach tereny zajęli Turcy, przynosząc 200-letnie rządy imperium osmańskiego (z przejściowym okresem zwierzchności Egiptu w latach 1832–1840). Nie była to zmiana bezkrwawa. Podczas gdy cała Kreta została przez Turków opanowana w latach 1645–1648, Candia broniła się przed oblężeniem przez 22 lata, w ciągu których zginęło ok. 30 tys. Kreteńczyków i ok. 120 tys. Turków. W konflikt wmieszane były także Hiszpania i Francja. Miasto poddało się 27 września 1669 roku, po tym jak w sierpniu Francja wycofała swój garnizon. Nazwę miasta zmieniono na Megalo Kastro (gr. „Wielki Zamek”). W czasach władzy tureckiej zatoka uległa zamuleniu, w związku z czym większość działalności handlowej została przeniesiona na zachód, do Canei (obecnie Chania).

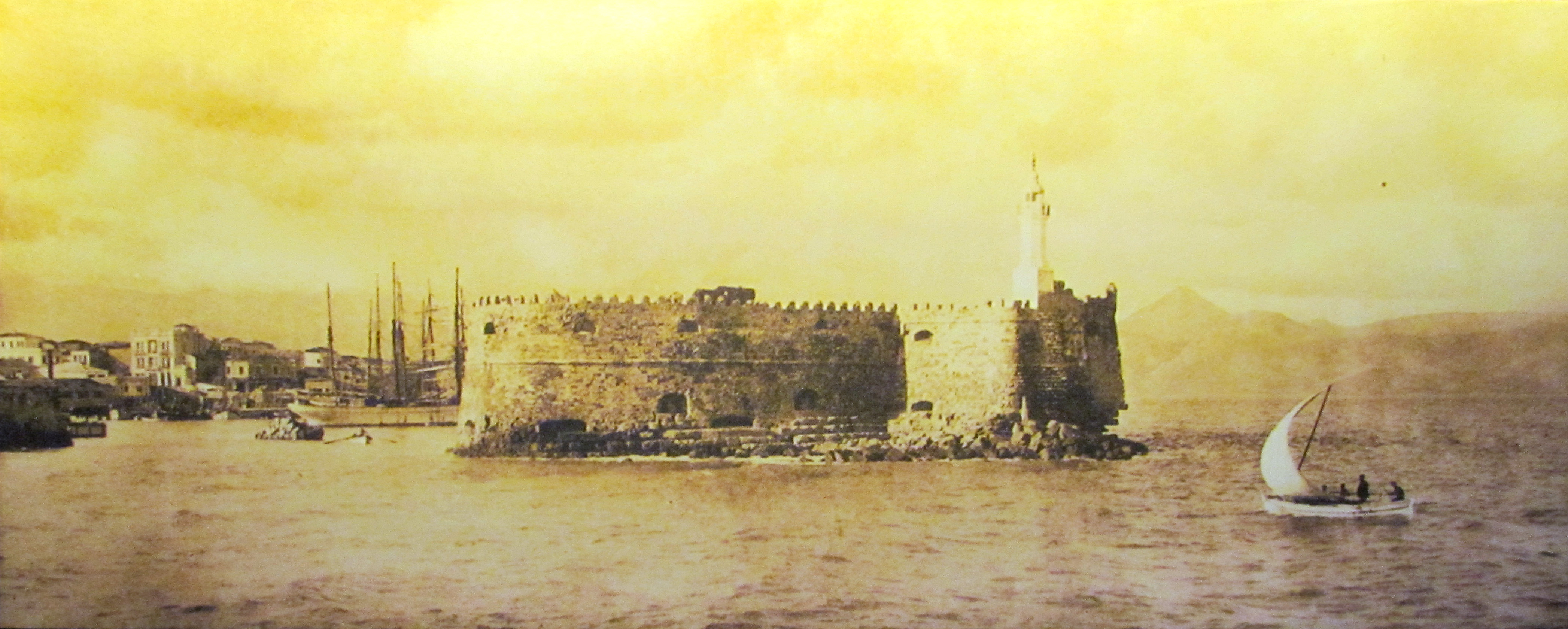
Wejście do portu i twierdza Kules w 1919

Imperium osmańskie wycofało się z Krety w 1898 roku, po serii powstań miejscowej ludności i wojnie grecko-tureckiej na kontynencie. Starcie zakończyło się wysoką kontrybucją na rzecz Turcji oraz utratą Krety pod naciskiem państw zachodnioeuropejskich. Miasto najpierw stało się częścią Republiki Krety, a następnie, po 1913 roku, zostało włączone do Królestwa Grecji. Po wyzwoleniu zmieniono nazwę miasta na Iraklion (Heraklion – „miasto Herkulesa”), nawiązując do portu Heracleum, istniejącego w pobliżu w czasach rzymskich.
W 1941 roku miasto zostało w dużej części zniszczone przez bombardowania niemieckie w czasie inwazji na Kretę. Po wojnie zniszczenia odbudowano. W 1971 roku przeniesiono tam z Chanii centrum administracyjne Krety.
Heraklion jest siedzibą administracyjną Europejskiej Agencji ds. Bezpieczeństwa Sieci i Informacji (ENISA).

## Etymologia
Jako stolica saraceńskiej Krety w IX wieku n.e. przyjęło arabską nazwę Khandaq („Fosa”). Wenecjanie zmienili nazwę miasta na Candia, sprzedając wyspę w 1204 r. Po bizantyjskim podboju Krety miasto stało się znane jako Megalokastro (Μεγάλο Κάστρο, „Wielki Zamek” w języku greckim) – nazwa ta obowiązywała za czasów okupacji tureckiej. 
Antyczna nazwa Heraklion (Ηράκλειον) została przywrócona w XIX w. Pochodzi ona od starożytnego zatopionego miasta portowego Heraklion, położonego w pobliżu Kanopskiego Ujścia Nilu, które pozostawało pod wodą aż do odkrycia w 2000 roku.

## Klimat
Heraklion znajduje się w strefie klimatu subtropikalnego typu śródziemnomorskiego, z bardzo łagodnymi zimami i długimi, ciepłymi latami. Średnia roczna temperatura wynosi 22 °C w dzień i 15 °C w nocy.
Średnia temperatura dwóch miesięcy zimowych – stycznia i lutego – wynosi 15–16 °C w dzień i 9 °C w nocy, a średnia temperatura morza wynosi 15–16 °C. Opady śniegu i mróz nie występują. Średnia temperatura ośmiu miesięcy letnich, od kwietnia do listopada, wynosi prawie 25 °C w dzień i 17 °C w nocy. W dwóch najcieplejszych miesiącach roku – lipcu i sierpniu, średnia temperatura wynosi około 29 °C w ciągu dnia, i około 22 °C w nocy, a średnia temperatura morza wynosi ok. 25 °C. Dwa miesiące – marzec i grudzień – mają charakter przejściowy, ze średnią temperaturą 17 °C w ciągu dnia i 11–12 °C podczas nocy, pod względem temperatury i nasłonecznienia przypominają nieco maj i wrzesień w Polsce.
Heraklion ma 53 dni deszczowe rocznie (≥1 mm) od bezdeszczowego okresu od czerwca do sierpnia do 10 dni deszczowych w styczniu. Miasto ma około 2700 godzin czystej słonecznej pogody (bez zachmurzeń) w ciągu roku, od 120 h (średnio 4 godziny dziennie, około 4 razy więcej niż w Polsce) w grudniu do ponad 370 h (średnio 12 godzin czystego słońca na dobę) w lipcu. Kreta jest jednym z niewielu miejsc w Europie, gdzie zielono jest przez cały rok.
| Miesiąc                          | Sty  | Lut  | Mar  | Kwi  | Maj  | Cze  | Lip  | Sie  | Wrz  | Paź  | Lis  | Gru  | Roczna |
| -------------------------------- | ---- | ---- | ---- | ---- | ---- | ---- | ---- | ---- | ---- | ---- | ---- | ---- | ------ |
| Średnie temperatury w dzień [°C] | 15,2 | 15,5 | 16,8 | 20,2 | 23,5 | 27,3 | 28,6 | 28,4 | 26,4 | 23,1 | 20,1 | 17,0 | 21,9   |
| Średnie dobowe temperatury [°C]  | 12,1 | 12,3 | 13,3 | 16,1 | 19,2 | 23,2 | 25,2 | 25,1 | 22,9 | 19,8 | 16,8 | 14,0 | 18,4   |
| Średnie temperatury w nocy [°C]  | 9,0  | 9,0  | 9,8  | 12,0 | 14,9 | 19,0 | 21,7 | 21,7 | 19,3 | 16,5 | 13,4 | 10,9 | 14,8   |
| Opady [mm]                       | 91,5 | 77,4 | 57,4 | 30,0 | 15,2 | 3,2  | 1,0  | 0,7  | 19,5 | 68,8 | 58,8 | 77,1 | 501    |
| Średnia liczba dni z opadami     | 10,1 | 9,1  | 6,9  | 3,4  | 1,9  | 0,5  | 0,1  | 0,1  | 1,3  | 4,9  | 6,0  | 8,9  | 53     |
| Średnie usłonecznienie [h]       | 118  | 125  | 177  | 228  | 301  | 351  | 372  | 347  | 282  | 198  | 150  | 121  | 2769   |
| Źródło: Hong Kong Observatory    |      |      |      |      |      |      |      |      |      |      |      |      |        |

## Zabytkowe obiekty turystyczne
- Rocca al Mare(inne języki) (gr. Kules) – średniowieczna forteca wenecka w porcie
- Muzeum Archeologiczne
- Muzeum Historyczne na Krecie
- Muzeum Ikon
- Mury miejskie z bastionem Martinengo, gdzie znajduje się grób Nikosa Kazantzakisa
- Fontanna Morosiniego – wybudowana w 1628 roku w centrum miasta na zlecenie gubernatora F. Morosiniego, złożona z 8 zbiorników w kształcie 3/4 koła oraz 4 kamiennych lwów, ze ścianami zdobionymi motywami z mitologii greckiej i baśni ludowych
- Loggia wenecka – siedziba ratusza miejskiego
- Katedra św. Menasa
- Dawny arsenał
- Bazylika św. Marka z XIII wieku – obecnie muzeum

## Sport
W mieście działają kluby piłkarskie OFI 1925 i PAE Ergotelis.
Miasto jest siedzibą cyklicznych, cotygodniowych, żeńskich turniejów tenisowych rangi ITF, z pulą nagród 15 000 $.

## Sławne postacie miasta
- El Greco (1541–1614) – malarz i rzeźbiarz
- Nikos Kazandzakis (1883–1957) – powieściopisarz, poeta, filozof
- Odiseas Elitis (1911–1996) – poeta, noblista
- Jorgos Samaras (1985-) – piłkarz m.in. Celticu Glasgow, reprezentant Grecji
- Aleksander V (1339-1410) – antypapież
- Konstanty Korniakt (1517/1543-1603) – kupiec, mieszczanin i mecenas architektury we Lwowie
- Nikos Machlas (1973-) – były grecki piłkarz, wielokrotny reprezentant Grecji, grający na pozycji napastnika

## Miasta partnerskie
- Konstanca, Rumunia
- Pernik, Bułgaria
- Limassol, Cypr

## W popularnej kulturze współczesnej
- W filmie Angelika wśród piratów Heraklion pod nazwą Kandia jest jednym z najważniejszych ośrodków handlu niewolnikami na Morzu Śródziemnym oraz koegzystencji między muzułmanami i chrześcijanami kupującymi brańców.